# Distoleon sjostedti
Distoleon sjostedti is een insect uit de familie van de mierenleeuwen (Myrmeleontidae), die tot de orde netvleugeligen (Neuroptera) behoort. 
Distoleon sjostedti is voor het eerst wetenschappelijk beschreven door van der Weele in 1910.